# ソニック&オールスターレーシング トランスフォームド
『ソニック&オールスターレーシング TRANSFORMED』（ソニック アンド オールスターレーシング トランスフォームド, SONIC & ALL-STARS RACING TRANSFORMED）は、セガより2012年に発売されたアクションレースゲーム。日本では2014年5月15日に発売された。

## 概要
『ソニック&セガ オールスターズ レーシング』（家庭用のプラットフォームは日本未発売）の続編。前作のタイトルには「セガ」の文字が含まれていたが今作には表記されていない。前作同様『ソニックシリーズ』のキャラクターを中心に、これまでセガが発売してきたゲームのキャラクターが多数登場する。
2012年からPlayStation 3、Xbox 360、Wii U、PlayStation Vita、ニンテンドー3DS、Microsoft Windows、iOS、Androidと幅広いプラットフォームで展開され、累計100万本を超える売り上げを記録した。
日本ではPlayStation 3とWii Uのみの発売となったが、日本国外版にはなかった追加要素や変更点が存在する。
『週刊ファミ通』2014年5月22日号（5月8日）の新作ゲームクロスレビューにて両機種ともゴールド殿堂入りを果たす（両機種とも合計33点）。

## PS3版とWii U版の違い
PS3版
画質は720pまで対応。
トロフィー機能あり。
Wii U版
画質は1080pに対応。
Wii U版専用モード「パーティプレイ」がある。
オフラインプレイで最大5人まで対応（ゲームパッドでの操作を含む）。
Miiがプレイヤーとして使用可能。

## ゲームシステム
前作同様、アイテムやアクションを駆使して1位を目指していく。
今作では新たなアクションが追加されており、各キャラクターごとのアクションがある。その際に流れるBGMはキャラクターによって違う。
マシンが陸・海・空に対応しており、コースによってはそれに応じたトランスフォームをする。
Wii U版はゲームパッドを含めて最大で5人で遊べる。ネットワークでは最大10人まで対戦できる。

## ゲームモード

### キャンペーン
主にメインとなるモード。

#### ワールドツアー
10種類ある58のさまざまなイベントやお題をクリアしていくモード。スターを集めるごとに新しいキャラクターや新しいコースをアンロックできる。

#### グランプリ
4つのコースの総合を競う。ポイントが一番高いキャラクターが優勝。3位以上で、次のグランプリがアンロックされる。

#### タイムアタック
ゴーストカーと競う。

### クイックマッチ
オンライン対戦ができるモード。最大10人の対戦ができる。「レース」「アリーナ」「ミックス」の3種類ある。

### マルチプレイ
ローカルプレイかプレイベートマッチのどちらかで遊べるモード。「レース」「バトルアリーナ」「バトルレース」「キャプチャー ザ チャオ」「ブーストレース」の5つのルールがある。

### パーティプレイ
Wii U版のみオリジナルモード。GamePadを使って楽しめるローカルプレイ専用の対戦ゲームが2種類ある。

## ストーリー
物語は「セガワールド」という世界で行われる「オールスターレーシング」でレースを繰り広げるというストーリーになっている。

## キャラクター

### プレイヤーキャラクター
20人以上のキャラクターがレースに参戦する。「セガの声」としておなじみの、光吉猛修が実況アナウンスを担当している。また、登場キャラクターは全てオリジナルで同じキャストが声を担当している。
なお、日本国外版とは内容が異なる可能性があるため、日本で公式に発表されたキャラクターと「Nintendo Direct」、公式サイトなどで確認とれたキャラクターのみ掲載。

#### セガキャラクター
最初に使用できるキャラクターは11人まで。※は条件を満たすごとにアンロックされ使用可能になる。
- ソニック・ザ・ヘッジホッグ（声：金丸淳一、登場作品：『ソニックシリーズ』）

セガを代表する史上最速のハリネズミ。レースではマシンに乗っているので自慢の足の速さは発揮できないが、それでも彼の操縦するマシンのトップスピードは彼同様最速。オールスターを発動するとスーパーソニックで光速でのスピンアタックで自身のマシンを超える史上最速らしいスピードでライバル達を蹴散らす。
- マイルス "テイルス" パウアー（声：広橋涼、登場作品：『ソニックシリーズ』）

ソニックの相棒。今回も自分で製作したマシンでレースに出場する。ハンドリングとオールスターの性能が高い初心者向けのキャラクター。
- ナックルズ・ザ・エキドゥナ（声：神奈延年、登場作品：『ソニックシリーズ』）

ソニックとテイルスに誘われてレースに参加するソニックの喧嘩友達。レースではバイク型のマシンでパワフルな運転をする。バランス型の性能でありながら、オールスターの性能は低め。
- アイアイ（声：茂呂田かおる、登場作品：『スーパーモンキーボール』）

バナナが大好物で優勝するとバナナが貰えるという噂を聞いてレースに参加する。バナナ型のマシンに搭乗する。アクセルとオールスターの性能が高いキャラクター。
- ビート（声：???、登場作品：『ジェットセットラジオ』）

不良の少年。トーキョーがレース開催によって落書きしながら走れなくなってしまい、ガムを誘ってレースに参加することにした。ハンドリング重視の性能を持つキャラクター。
- エミー・ローズ（声：川田妙子、登場作品：『ソニックシリーズ』）

ソニックのことが大好きな自称ソニックのガールフレンド。今回もソニックを追ってこのレースに出場する。　スピード重視のソニックに対し、エミーはアクセルとハンドリング重視のキャラクターである。
- B.D.JOE（声：Kent Frick、登場作品：『クレイジータクシー』）

陽気な性格のタクシードライバー。愛車をレース用に改造し出場。スピードとブーストの性能が高い。
- ミーミー（声：茂呂田かおる、登場作品：『スーパーモンキーボール』）

アイアイの未来のお嫁さん。アイアイを追ってレースに参加することになった。アクセルやハンドリング、オールスターの性能が高いキャラクター。
- うらら（声：Herself、登場作品『スペースチャンネル5』）

宇宙放送局「スペースチャンネル5」のレポーター。開発技術部長のノイズくんの特製小型マシンで出場しつつ、現場のリポートをすることになった。スピードの性能は低めながら、バランス型の性能。
- アミーゴ（声：なし、登場作品：『サンバDEアミーゴ』）※

一流のマラカス・アーチストを目指す陽気な男の子 。マラカスを手にすると、振らずにいられなくなる性格でノリと運には自信アリ。撮影スタジオから聞こえるサンバのリズムに乗りつつ、気がつけばレース会場までやってきてしまいレースに参加する。
- シャドウ・ザ・ヘッジホッグ（声：遊佐浩二、登場作品：『ソニックシリーズ』）※

エッグマンの祖父、プロフェッサー・ジェラルドによって作られた究極生命体でソニックの永遠のライバル。新しく手に入れたマシンの性能を試すため彼もレースにエントリーする。
- ヴァイス（声：関智一、登場作品：『エターナルアルカディア』）※

好奇心旺盛で大胆不敵な性格でレースの知らせを聞き参戦。仲間のブラバムが作った小型万能マシンで出場。
- Dr.エッグマン（声：大塚周夫、登場作品：『ソニックシリーズ』）※

ソニック達を敵視する自称悪の天才科学者。今回こそソニック達に勝つためにテイルス同様自ら製作したマシンでソニック達に勝負を挑む。
- ナイツ（声：Julissa Aguirre、登場作品：『NiGHTS into dreams...』）※

夢の世界の住人であり、今回のレースに参加にあたってペルソナアクションで彼自身がマシンとなり、運転席にはナイトピアンが乗せている。
- ガム（声：???、登場作品：『ジェットセットラジオ』）※

天邪鬼な女。ビートに誘われて出場する。
- ジョー・ムサシ（声：森川智之、登場作品：『忍 -SHINOBI-』）※

現代の忍者。レースの裏で「NEO ZEED」が暗躍しているという噂を聞きつけてレースに参加。
- プリン（声：飯田佳愛、登場作品：『スペースチャンネル5』）※

うららの事をライバル視しており、今回のレースに負けじと参戦する。
- リアラ（声：Casey Robertson、登場作品：『NiGHTS into dreams...』）※

ナイツとは正反対の性格をしており、お互いライバル視している。彼もペルソナアクションでマシンに変身し出場する。
- ギリウス・サンダーヘッド（声：???、登場作品：『ゴールデンアックス』）※

巨大なバトルアックスを持つドワーフ族の戦士。サンダーの魔法の使い手でもある。魔法の力で変形するモンスター型マシンに乗る。
- メタルソニック（声：なし、登場作品：『ソニックシリーズ』）

打倒ソニックに燃えるエッグマンによって作られた超高性能ロボットでエッグマンの最高傑作。無口で主人のエッグマン同様ソニックを敵対し、彼らに勝負を挑む。海外版ではDLCのキャラクターで、レベルはマックスである。
- アレックスキッド[18]（声：井上喜久子[19]、登場作品：『アレックスキッドのミラクルワールド』）※

本名は「アレックス・キッド・オサール」。通称アレク。かつて80年代後半のセガのマスコットキャラクターだった。
- AGES（ドリームカー）（声：???、地上形態：『デイトナUSA』のホーネット、水上形態：『ドリームキャスト』のコントローラー、空中形態：『アフターバーナーII』のF-14トムキャット) ※

ゲームオリジナルキャラクターだが、その正体はセガの神様であり、レースに参加すべくビジュアルメモリに姿を変えた。セガの歴代レースゲームのマシンなどにトランスフォームする。

#### ゲストキャラクター
- ラルフ（声：山寺宏一、登場作品：ディズニー映画『シュガー・ラッシュ』（2013年[20]））[21]

ゲーム内では外の世界からやってきたスペシャルVIPゲストとして参戦。最初から使用可能。ビル解体用の鉄球を付けたマシンに搭乗。今回はレースに優勝すればメダルがもらえると聞き、レーサーとして参加した。
ソニック、エッグマンとは映画でも共演を果たしている。
- ダニカ・パトリック（声：ダニカ・パトリック）※

実在するアメリカ人女性レーシングドライバー。スペシャルVIPゲストとして参戦。
- Mii（声：ササキトモコ[22]）※

Wii U版限定のキャラクター。プレイヤーの分身。キャンペーンモードのグランプリで5つのカップで優勝すると使用可能。

### その他登場キャラクター
- ナイトピアン（登場作品：『ナイツ』）

ナイツが変身したマシンに乗っているが、操縦しているのはナイツ自身である。
- 看守グードル（登場作品：『ナイツ』）

リアラが変身したマシンに乗っているが、操縦しているのはリアラ自身である。
- リスター（登場作品：『リスター・ザ・シューティングスター』）

チェッカーフラグを振る「マーシャル」を担当。なお、前作はナイツが担当していた。
- おじゃまぷよ（登場作品：『ぷよぷよ』）

アイテムとして登場。日本版のみ登場。
- モロ星人（登場作品：『スペースチャンネル5』）
- ブルードラゴン（登場作品：『パンツァードラグーン』）

コース内に登場。
- シェルクーフ（登場作品：『パンツァードラグーン ツヴァイ』）

コース内に登場。
- ワイズマン（登場作品：『ナイツ』）
- コース内に登場。
- ローリー・ロール、チック・ポーチャー、バンタム・スクランブル（登場作品：『ジャイアントエッグ　ビリー・ハッチャーの大冒険』）

コース内に登場。
- ショウ・アマバネ（登場作品：『バーニングレンジャー』）

コース内に登場。
- リード・フェニックス（登場作品：『バーニングレンジャー』）

コース内に登場。
- クリス・パートン（声：笠原弘子、登場作品：『バーニングレンジャー』）

コース内には登場しないが、ゲーム中にナビゲーションボイスとして声が聞ける。
- チャオ（登場作品：『ソニックシリーズ』）

「キャプチャー・ザ・チャオ」に登場。
- アソビン教授

ロード画面に登場。主にゲームについてのアドバイスをしてくれる。日本版のみ登場。

### 日本版未登場キャラクター
- アバター

日本国外版のXbox 360版のみ登場するキャラクター。Wii U版のMiiと同じキャラクター。日本ではXbox 360版の発売はないため事実上使用不可能。
その他にも日本国外版のPC版のみ登場するキャラクターはFootball Managerのマネージャー、トータルウォー:ショーグン2のショーガン、Team Fortress 2の3人のREDチームメンバー(ヘビー、パイロ、スパイ)、カンパニー・オブ・ヒーローズ2のジェネラル・ウィンター、シェンムーの芭月涼、ローマII:トータルウォーのウィーレマス、Yogscastのサイモン等がいるが、こちらも日本ではPC版の発売はないため事実上使用不可能。

## コース
全21種類のコースが登場。ほぼ全てセガのゲーム作品をモチーフにしている。
- オーシャンパレス

『ソニック ヒーローズ』（2003年）の序盤ステージをモチーフにしたコース。
- サンバスタジオ

『サンバDEアミーゴ』（1999年）をモチーフにしたコース。
- アフターバーナー

『アフターバーナー クライマックス』（2006年）をモチーフにしたコース。
- 帝国採掘場

『パンツァードラグーン』（1995年）をモチーフにしたコース。
- モンキーアイランド

『スーパーモンキーボール』（2001年）をモチーフにしたコース。
- ギャラクティックパレード

『ソニック カラーズ』（2010年）をモチーフにしたコース。
- NEO ZEED秘密基地

『ザ・スーパー忍』（1989年）をモチーフにしたコース。
- 青の空賊島

『エターナルアルカディア』（2000年）をモチーフにしたコース。
- スプリングバレー

『NiGHTS into dreams...』の序盤ステージをモチーフにしたコース。
- スカイサンクチュアリ

『ソニック&ナックルズ』（1994年）をモチーフにしたコース。
- デスアダーキャッスル

『ゴールデンアックス』（1989年）をモチーフにしたコース。
- サンシャインツアー

『サンバDEアミーゴ』（1999年）をモチーフにしたコース。
- シブヤ ダウンタウン

『ジェットセットラジオフューチャー』（2002年）をモチーフにしたコース。
- デスエッグ

『ソニック・ザ・ヘッジホッグ2』（1992年）の最終ステージをモチーフにしたコース。
- シブヤチョウサーキット

『ジェットセットラジオ』（1999年）をモチーフにしたコース。
- Dr.キュリアンの館

『ザ・ハウス・オブ・ザ・デッド』（1997年）をモチーフにしたコース。
- ブリザードキャッスル

『ジャイアントエッグ　ビリー・ハッチャーの大冒険』（2003年）をモチーフにしたコース。
- ルーレットロード

『ソニック ヒーローズ』（2003年）をモチーフにしたコース。
- アウトランビーチ

『アウトラン2』（2003年）をモチーフにしたコース。
- オーシャンパーク

『バーニングレンジャー』（1998年）をモチーフにしたコース。
- SEGA AGES

『アフターバーナー』『バーチャファイター』『ボナンザブラザーズ』『アウトラン』『ハングオン』『Sega R-360』や歴代のセガハードなどのホログラムがある未来都市をイメージした、本作オリジナルのコース。

### アリーナ専用ステージ
「クイックマッチ」「マルチプレイ」でのアリーナ戦の専用コース。全5種類。
- ネオンスタジアム

「ギャラクティックパレード」をベースにしている。
- バトルベイ

「アフターバーナー」をベースにしている。
- ザ ハウス オブ ザ デッド

「Dr.キュリアンの館」をベースにしている。
- シブヤコロシアム

「シブヤチョウサーキット」をベースにしている。
- モンキーボールパーク

「モンキーアイランド」をベースにしている。

## BGM
- ソニックシリーズ

『ソニックCD』Sonic - You Can Do Anything（オーシャンパレスのコース内）
『ソニックR』Super Sonic Racing（オーシャンパレスのコース内）
『ソニック&ナックルズ』
『ソニック カラーズ』
『ソニック ジェネレーションズ』
- パンツァードラグーン
- スーパーモンキーボール
- NiGHTS into dreams...
- スペースチャンネル5
- アフターバーナーII
- ザ・スーパー忍II
- ジェットセットラジオ
- ゴールデンアックス
- バーニングレンジャー
- アウトラン2
- スペースハリアー

## アイテム
10種類
- ロケット花火

命中するとスピンさせることができる。
- ロケットエンジン

一定時間スピードアップとボタンで攻撃できる。
- アイスボール

3つまで投げれる。命中させるとスピンさせることができる。3発すべてヒットさせると氷付けにさせられる。
- ツイスター

巻き込まれた相手は操作が一定時間逆になる。
- おじゃまぷよ

その名のとおり、コース上に置いてライバルの邪魔をする。
- ラジコンカー

命中すると爆発する。
- ビーラッシュ

コース上にハチの大群が現れライバルたちの進路を妨害する。
- ブースト

使用すると一瞬だけ加速する。
- グローブ

ライバルからの攻撃を守り、使用されたアイテムを奪うことができる。
- オールスター

一定時間無敵になり、各キャラクターごとに必殺技が使用できる。

## サウンドトラック
2014年5月14日に発売。ディスクは2枚組み。全68曲。
ソニックR・ソニックと暗黒の騎士・ソニック ジェネレーションズなどに参加したリチャード・ジャックスがリミックス楽曲を担当している。
他にもリミックスの元になった原曲や前作のソニック&セガオールスターズ レーシングのオープニングをボーナストラックとして収録。

### 予約特典
日本国内向けパッケージ版の予約特典として、『セガオールスター プレミアムサウンドコレクション』が付属した。
製品版サウンドトラックには未収録の「SEGA」のメーカー名コール、ゲーム内で使用された各楽曲のオリジナルバージョンの他、本作内からオーシャンパレスメドレーがボーナストラックとして収録されている。全18曲。